# Jinetes galácticos
Jinetes galácticos, llamado Saddlesore Galactica en la versión original, es un episodio perteneciente a la undécima temporada de la serie animada Los Simpson, estrenado en Estados Unidos por la cadena FOX el 6 de febrero de 2000. Fue escrito por Tim Long, dirigido por Lance Kramer, y la estrella invitada fue Jim Cummings como Furioso D. En el episodio, los Simpson adoptan a un caballo llamado Duncan, que se convierte en un excelente caballo de carreras.
Durante el estreno de "Jinetes Galácticos", la respuesta por parte de los fanáticos y críticos del programa fue muy negativa, las principales críticas negativas hacia el episodio fue la utilización de duendes y el humor de fantasía fuera de los especiales de Halloween, incluso el propio Matt Groening también lo ha criticado de manera negativa. Este capítulo es usado muy a menudo por los críticos o fanáticos de la serie para referirse a la notable decadencia del show y al mismo tiempo al intento fallido de la serie de imitar el humor de otros programas como Family Guy. Jinetes Galácticos actualmente se encuentra en la lista de los peores episodios en la historia de Los Simpson.

## Sinopsis
Todo comienza cuando el Sr. Largo, el profesor de música de la Escuela Primaria de Springfield, está ayudando a los niños de la banda escolar para su gran actuación en la Feria de la ciudad. Luego de una sugerencia de Lisa de hacer una canción nueva, terminan decidiéndose por interpretar "Living in America". En la Feria, pareciera que van a ser los ganadores, pero terminan perdiendo contra una escuela de Ogdenville, que habían tocado la canción que iban a hacer los de la escuela de Lisa, pero usando al final unos tubos de luz fluorescentes de color rojo, blanco y azul. Lisa queda indignada, ya que era contra las reglas usar estímulos visuales. Para hacerse valer, le escribe una carta al presidente Bill Clinton.
En la feria, Homer y Bart ven un caballo llamado Duncan que era obligado a tirarse de un precipicio a una pileta con un nivel de agua muy bajo. El jefe Wiggum interrumpe el acto, ya que era de crueldad hacia los animales, y el dueño de Duncan huye en su auto. Después de esto, Bart le propone a su familia quedarse con el caballo. Todos aceptan. Sin embargo, mantener al caballo les cuesta mucho dinero, así que Homer decide convertirlo en un caballo de carreras.
Duncan es llevado al Hipódromo de Springfield, en donde correría, con Bart como jockey. Como Duncan se intimida por los otros corredores, sale en el último minuto de su puesto de largada, perdiendo la carrera. Homer y Bart diseñan una nueva estrategia para Duncan, convirtiéndolo en un nuevo caballo: lo llaman Furioso D, lo visten con una campera de cuero, le tiñen sus crines de colores y le colocan un aro en la nariz, que era en realidad el brazalete de Lisa.
Como es un nuevo caballo, Furioso D pierde el miedo y comienza él a intimidar a los otros caballos, ganando la carrera. Pronto, el caballo de Bart se convierte en el ganador de todos los encuentros, siendo el caballo más rebelde y poderoso. Un día, sin embargo, Homer descubre un gran secreto de los otros jockeys: en realidad, eran una especie de elfos mágicos, unas criaturas que vivían bajo la tierra. Luego de revelarle esto a Homer, los jockeys-elfos lo amenazan, diciendo que si no perdía la próxima carrera, se lo engullirían.
Al principio, Homer le dice a Bart que debe perder la gran carrera, pero el niño le dice que él siempre le había insistido en que ganar era lo más importante. Homer reconsidera esto y decide que se enfrentará a esos malvados duendes, ganando la carrera. Como lo logran, los jockeys tratan de matarlo, pero Marge y Lisa los detienen arrojándoles agua, y luego Homer los mete en bolsas de basura.
Al día siguiente, Bart y Homer preparan a Duncan para su retiro, diciéndole que pasaría el resto de su vida como semental. Mientras que el caballo elige a su futura compañera, suena el timbre de la casa, y Marge descubre que el visitante es Bill Clinton. Clinton dice que ha recibido la carta de Lisa, y que la niña tenía razón sobre el fraude en la feria, dándole luego un trofeo del Primer puesto. También le deja una lección moral: «Si las cosas no salen como tú quieres, quéjate hasta que tus sueños se hagan realidad». Marge opina que ese era un pésimo consejo, y Clinton responde diciendo que él era «un pésimo presidente».